# Стивенс, Гари (футболист, 1962)
Гари Эндрю Стивенс (англ. Gary Andrew Stevens; род. 30 марта 1962, Хиллингдон, Мидлсекс) — английский футболист, защитник. По завершении игровой карьеры — тренер.

## Клубная карьера
Родился 30 марта 1962 года в городе Хиллингдон. Воспитанник футбольной школы клубов «Ипсвич Таун» и «Брайтон энд Хоув Альбион».
Во взрослом футболе дебютировал в 1978 году выступлениями за «Брайтон энд Хоув Альбион», в котором провёл пять сезонов, приняв участие в 133 матчах чемпионата и забил 2 гола. Большинство времени, проведённого в составе этого клуба, был основным игроком защиты команды.
Своей игрой за эту команду привлёк внимание представителей тренерского штаба клуба «Тоттенхэм Хотспур», к составу которого присоединился в 1983 году. Сыграл за лондонский клуб следующие семь сезонов своей игровой карьеры. За это время завоевал титул обладателя Кубка УЕФА.
В 1990 году перешёл в клуб «Портсмут», за который отыграл 2 сезона. Тренерским штабом нового клуба также рассматривался как игрок «основы». Досрочно завершил профессиональную карьеру футболиста выступлениями за команду «Портсмут» в 1992 году из-за полученной от Винни Джонса травмы колена.

## Выступления за сборную
В течение 1983—1986 годов привлекался к составу молодёжной сборной. На молодёжном уровне сыграл в 8 матчах. в 1984 году стал чемпионом Европы.
В 1984 году дебютировал в официальных матчах в составе национальной сборной Англии. В течение карьеры в национальной команде, которая длилась 3 года, провёл в форме главной команды страны 7 матчей.
В составе сборной был участником чемпионата мира 1986 года в Мексике.

## Карьера тренера
Начал тренерскую карьеру сразу же по завершении карьеры игрока, в 1992 году, возглавив тренерский штаб клуба «Петерсфилд Таун».
С 2010 по 2014 год работал ассистентом главного тренера команд клубов «Габала» и «Слайго Роверс».
С 2014 по 2015 год возглавлял таиландские команды клубов «Арми Юнайтед» и «Порт».

## Титулы и достижения
Тоттенхэм Хотспур
- Обладатель Кубка УЕФА : 1983/84

## Статистика выступлений за сборную
| Матчи Гари Эндрю Стивенса за сборную Англии | Матчи Гари Эндрю Стивенса за сборную Англии | Матчи Гари Эндрю Стивенса за сборную Англии | Матчи Гари Эндрю Стивенса за сборную Англии | Матчи Гари Эндрю Стивенса за сборную Англии | Матчи Гари Эндрю Стивенса за сборную Англии | Матчи Гари Эндрю Стивенса за сборную Англии |
| ------------------------------------------- | ------------------------------------------- | ------------------------------------------- | ------------------------------------------- | ------------------------------------------- | ------------------------------------------- | ------------------------------------------- |
| №                                           | Дата                                        | Оппонент                                    | Счёт                                        | Мячи                                        | Соревнование                                |                                             |
| 1                                           | 17 октября 1984                             | Финляндия                                   | 5 : 0                                       | -                                           | Отборочный матч ЧМ 1986                     |                                             |
| 2                                           | 14 ноября 1984                              | Турция                                      | 8 : 0                                       | -                                           | Отборочный матч ЧМ 1986                     |                                             |
| 3                                           | 27 февраля 1985                             | Северная Ирландия                           | 1 : 0                                       | -                                           | Отборочный матч ЧМ 1986                     |                                             |
| 4                                           | 23 апреля 1986                              | Шотландия                                   | 2 : 1                                       | -                                           | Товарищеский турнир                         |                                             |
| 5                                           | 17 мая 1986                                 | Мексика                                     | 3 : 0                                       | -                                           | Товарищеский матч                           |                                             |
| 6                                           | 6 июня 1986                                 | Марокко                                     | 0 : 0                                       | -                                           | ЧМ 1986. Групповая стадия                   |                                             |
| 7                                           | 18 июня 1986                                | Парагвай                                    | 3 : 0                                       | -                                           | ЧМ 1986. 1/8 финала                         |                                             |